# Vojtěch Rojík
Vojtěch Rojík (22. dubna 1891 Zelená Hora – 25. června 1943 Věznice Plötzensee) byl český starosta obce Újezd a odbojář z období druhé světové války popravený nacisty.

## Život
Vojtěch Rojík se narodil 22. dubna 1891 v Zelené Hoře u Nepomuku. Působil ve funkci starosty obce Újezd, který je dnes součástí Plzně. Po německé okupaci v březnu 1939 vstoupil do protinacistického odboje v rámci organizace ÚVOD. Společně s Františkem Kraftem a Františkem Benediktem založili její místní buňku. Zpočátku organizovali schůzky po skončení úředních hodin na obecním úřadě. Po vypuknutí druhé světové války se odbojová skupina zaměřila na distribuci letáků, organizací sbírek na podporu rodinných příslušníků vězněných osob, opatřování potravinových lístků a osobních dokumentů hledaným osobám a jejich materiální podporu. Dne 20. července 1942 byl Vojtěch Rojík za svou činnost zatčen gestapem a prvotně vyslýchán na plzeňských Borech. Dne 12. března 1943 odsouzen lidovým soudním dvorem k trestu smrti a 25. června téhož roku popraven gilotinou v berlínské věznici Plötzensee.

## Posmrtná ocenění
- Vojtěchu Rojíkovi byla po druhé světové válce na domě v Plzni 4 Újezdské 151/33, kde bydlel, odhalena pamětní deska.[1]
- Po Vojtěchu Rojíkovi byla pojmenována jedna z ulic v plzeňské čtvrti Újezd